# Sebastiano Cattaneo
Sebastiano Cattaneo (Milano, 1545 – Milano, 28 aprile 1609) è stato un vescovo cattolico e scrittore italiano.

## Biografia
Figlio di Gottardo Cattaneo, Sebastiano nacque a Milano nel 1545. Entrò in servizio nel convento domenicano di Sant'Eustorgio a Milano dove conseguì il dottorato in teologia. In convento fu professore di studi teologici e fu attivo anche come priore. Divenne quindi penitenziere presso il duomo di Milano ed acquisì una certa fama come predicatore e confessore. Fu inoltre stretto collaboratore di San Carlo Borromeo.
Successivamente, per motivi non definiti, lasciò Milano per portarsi in Ungheria come padre provinciale del suo ordine, prendendo poi definitivamente residenza a Bolzano dal 1579. Nel 1582 si trasferì a Salisburgo dove divenne consigliere teologico dell'arcivescovo Johann Jakob von Kuen-Belasy. Qui si dedicò alla scrittura di opere a carattere dogmatico e morale.
Dopo la morte di Christoph Schlattl nel 1589, l'arcivescovo Wolf Dietrich von Raitenau lo nominò vescovo di Chiemsee.

## Opere
- Tractatus brevis de Sanctissimorum Sacramentorum legis Evangelic[a]e doctrina. Verona (1582)
- Enchiridion de Sacramentis novae Legis. Passau (1584)
- Summula Doctoris Cattanei Ordinis Praedicatorum, Casus Conscientiae, summa brevitate atque facilitate complectens. Passau (1586)
- Tractatus brevis de censuris ecclesiasticis. Graz (1588)
- Tractatus brevis de censuris ecclesiasticis. Passau (1589)
- Tractatus de Censuris ecclesiasticis. Passau (1589)
- Enchiridion, eorum quae in controversiam vocantur. Ingolstadt (1589)
- Summula Reverendissimi Domini Episcopi Chiemensis casus conscientiae ... complectens. Salzburg (1592)
- Ordinationes ... pro reformatione cleri suae Diocoesis. Salzburg (1594)
- Enchiridion de Sacramentis novae Legis. Salzburg (1594)
- Censura Promovendorum Ad Sacros Ordines, Nec Non Officia & beneficia ecclesiastica. Salzburg (1603)